# Pedro Cazanova

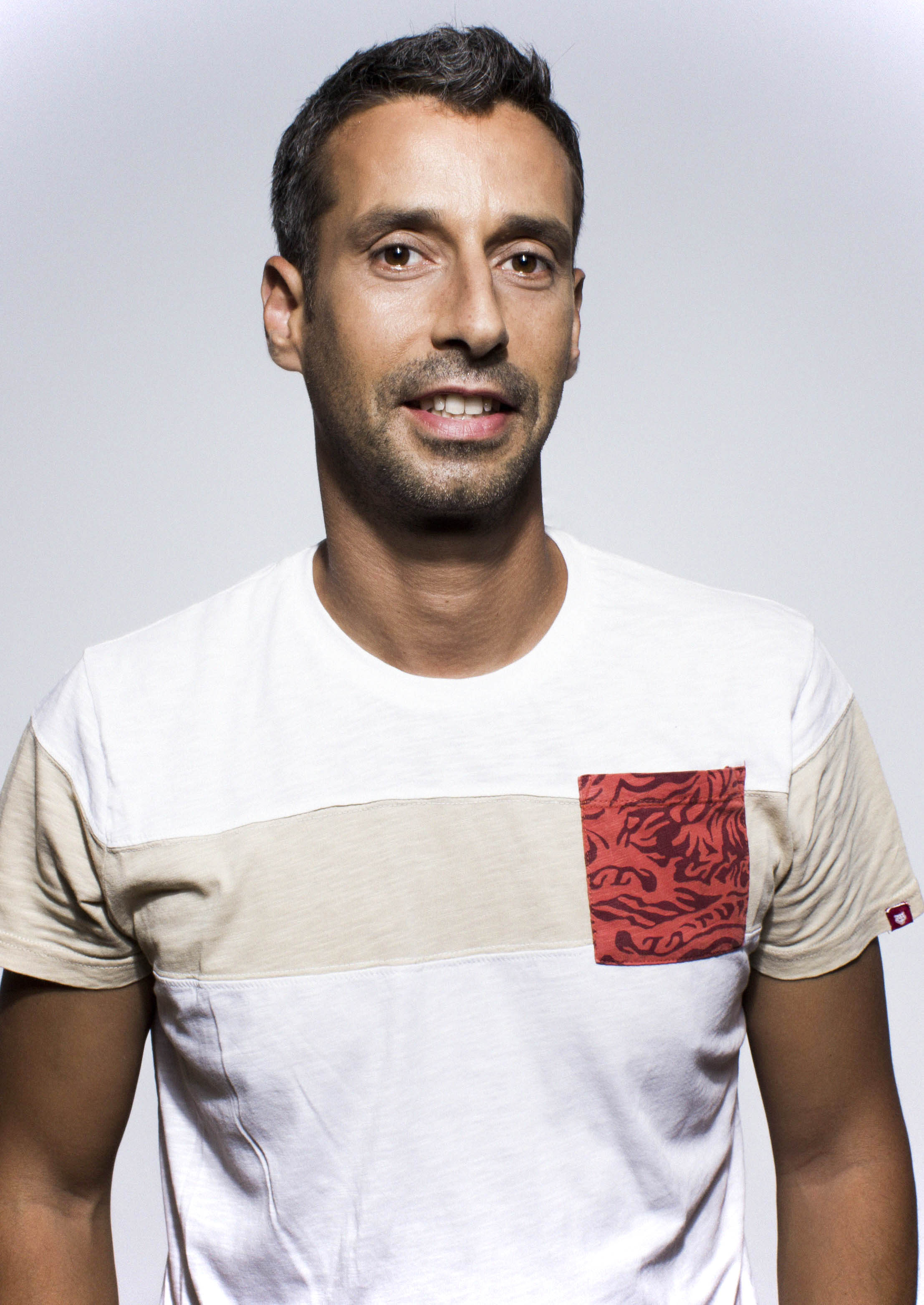
Portrait of Pedro Cazanova 2015

Pedro Penedo (geboren am 16. Mai 1977 in Lissabon), bekannt als Pedro Cazanova, ist ein portugiesischer DJ und Musikproduzent.

## Leben
Bereits in jungen Jahren begann er in der Bar seiner Mutter aufzulegen, wobei eine vielversprechendere Zukunft auf ihn wartete. 1997 startete seine Karriere und seine Musik überzeugt seither durch einen Mix aus rhythmischen Beats, starkem Gesang und EDM.
Pedro Cazanova hatte mit seiner Nummer-1-Single „Selfish Love“ von 2009 und der darauffolgenden Single „My First Luv“ von 2010 großen Erfolg in Portugal. Über den Erfolg in Europa hinaus, trat er bereits in China, Libanon, Mosambik, Angola und Brasilien auf.
2013 gründete er das Plattenlabel Symphonik Records, auf dem er 2014 sein erstes Album „Pedro Cazanova“ veröffentlichte.

## Awards
- Noite.pt DJ Revelação[3]
- Rádio Nova Era Best Of The Year 2010[4]